# Donacoscaptes proaraealis
Donacoscaptes proaraealis là một loài bướm đêm trong họ Crambidae.